# La perla (novela)
La perla es una novela corta del escritor estadounidense John Steinbeck publicada en noviembre de 1947 —aunque había sido publicada con anterioridad en la revista Woman's Home Companion en diciembre de 1945—, tras una estancia en La Paz (Baja California Sur) y ambientada allí. Está inspirada en un cuento mexicano que Steinbeck había mencionado en una anterior obra de no ficción, Sea of Cortez (1940), coescrita con el biólogo marino Ed Ricketts tras su expedición científica al golfo de California.

## Personajes
- Kino es un pescador de perlas muy trabajador y el protagonista de la novela. Está casado con Juana y tienen un hijo, Coyotito. Está contento con su estilo de vida como buzo y no posee nada de valor hasta que descubre la perla. Después de encontrarla, Kino cambia gradualmente para convertirse en un hombre completamente diferente. Aunque su familia sigue siendo el centro de sus acciones, también lo impulsan sus sueños de escapar de su pobreza y el deseo de darle un futuro mejor a su hijo. Rápidamente se obsesiona con las cosas materiales que podría traerle la perla. Ya no se conforma con que su hijo no tenga educación o que su familia no esté bien vestida. En lugar de disfrutar de su familia y su compañía, como lo hizo al principio, se vuelve descontento y siempre busca más.[4] También lo impulsa su deseo de no ser engañado o menospreciado. Kino lleva el nombre del misionero Eusebio Kino.[5]
- Juana, la esposa de Kino, es un personaje secundario. Es una mujer amorosa que se preocupa por su esposo e hijo. A lo largo de la narración, permanece leal a su familia pero también percibe las fuerzas malignas que atrae la valiosa perla. Dos noches después de encontrar la perla, intenta arrojarla al océano para devolver la paz y la felicidad a su familia.[6]
- Coyotito es el hijo pequeño y único de Juana y Kino y ellos hacen todo lo posible para protegerlo. A pesar del amor y el esfuerzo de sus padres, está sujeto a mucho daño, tanto antes como después de que se encuentre la perla.
- Juan Tomás, el hermano de Kino, es sabio y leal. Es el único personaje del libro, junto con Kino, que sospecha de la manipulación realizada por los comerciantes de perlas. Cuando llega la destrucción, Juan Tomás no rechaza a su hermano, sino que lo acoge y lo protege. Es uno de los pocos personajes que no busca sacar provecho de la perla y demuestra que valora la importancia de los lazos familiares.
- Apolonia es la esposa de Juan Tomas quien ayuda a su hermano a proteger y a esconder a Kino.
- El Doctor, sin nombre en la novela, es símbolo de riqueza, codicia y explotación. Es repulsivo, gordo y también extranjero, natural de Francia. Antes de encontrar la perla, se niega a curar a Coyotito porque la familia es pobre, aunque le sería fácil hacerlo. Después de que Kino encuentre la perla, visita personalmente a la familia en casa, actuando mucho más amablemente que en su primer encuentro e incluso pretendiendo curar la picadura de escorpión de Coyotito con amoníaco. Durante la visita del médico, trata de determinar a partir de las miradas de Kino en qué parte de la casa puede estar escondida la perla, aunque Kino sospecha demasiado para revelar algo. Los cambios de comportamiento del médico presagian los problemas más serios que comienzan después del descubrimiento de la perla.
- Los comerciantes de perlas, al igual que el doctor, simbolizan la explotación de la población nativa, esta vez por el cártel comerciantes de perlas para el que trabajan los pescadores. Cuando Kino intenta vender la perla, los comerciantes afirman que el tamaño de esta la hace inútil y le ofrecen a Kino una fracción del valor real de la perla. La indignación de Kino por sus mentiras descaradas lo llevan a desafiar el peligroso viaje a la capital y buscar un mejor precio.[7]
- Los ladrones y rastreadores son figuras oscuras que atacan a Kino desde la primera noche que tiene la perla. Kino nunca reconoce quiénes son. Acosan y luego siguen a la familia hasta el final de la historia. Obligan a Kino a luchar y matar para defenderse a sí mismo, a su familia y quedarse con la perla. En las escenas finales, en las que Kino es rastreado por una pandilla, no está claro en el texto si el grupo son ladrones o agentes de la ley que persiguen a Kino por matar a un hombre en la playa.

## Crítica
Al publicarse, esta novela corta recibió críticas positivas en, por ejemplo, la revista Time, y está considerada entre sus mejores obras en este género, junto con El pony rojo (1937) y La Luna se ha puesto (1952).

## Adaptación al cine
- 1947: La perla: la novela fue adaptada al cine por el director Emilio Fernández y el propio autor.[1]
- 2005: La perla: dirigida por Alfredo Zacharias y protagonizada por Lukas Haas y Richard Harris.[2]